# Романова, Марина Петровна
Марина Петровна (28 февраля (11 марта) 1892, Ницца — 15 мая 1981, Сис-Фур-ле-Плаж) — русская княжна императорской крови, старшая дочь великого князя Петра Николаевича и великой княгини Милицы Николаевны (урождённой княжны Черногорской), сестра Романа Петровича и Надежды Петровны, правнучка императора Николая I.

## Биография[2]
Марина Петровна родилась 28 февраля (11 марта) 1892 года в Ницце.
В детстве вместе с родителями подолгу жила за границей и в Крыму. Во время Первой мировой войны молодая княжна последовала за отцом, который находился на Кавказском фронте при штабе своего брата Николая Николаевича Младшего. В 1915—1916 гг. она служила сестрой милосердия в военном госпитале.
В 1917 году часть Романовых, по решению Временного правительства, перевозят в Крым под домашний арест. Местом заключения было выбрано имение Дюльбер, построенное в духе мавританского укреплённого дворца по личным эскизам отца Марины Петровны; здесь прошли её детство и юность. В марте 1919 года на линкоре «Мальборо», присланном королём Георгом V за вдовствующей императрицей Марией Фёдоровной, Марина Петровна вместе с родителями и другими родственниками в ходе Крымской эвакуации 1919 года навсегда покидает Россию.
Сначала они жили в Италии, затем переехали на юг Франции, в Антиб. В 1927 году там состоялась свадьба Марины Петровны и Александра Николаевича Голицына (1885—1974), сына бывшего председателя Совета министров Николая Дмитриевича Голицына. Молодая семья поселилась на Средиземноморском побережье у деревушки Ле Брюск, недалеко от Тулона, в доме, подаренном королём Италии Виктором Эммануилом, который был дальним родственником Марины Петровны по материнской линии. Необычный дом, состоявший из старинного коттеджа и замковой башни, соединённых крытым мостом, получил название Bastide Galitzine (Крепость Голицыных).
Рядом с домом Марина Петровна возвела православную часовню — она увлекалась историей архитектуры и собирала в окрестностях древние архитектурные элементы, которые и использовала в строительстве.
Ныне Bastide Galitzine — местный культурный центр, где устраиваются концерты классической музыки, русские вечера. Помимо увлечения архитектурой, Марина Петровна работала над антологией старинных провансальских баллад и рождественских колядок под названием «Священная ночь» («La Sainte nuit»). Рукопись этого труда она собственноручно иллюстрировала и украшала. Большой редкостью сейчас является вышедшая в 1926 г. в Париже в издательстве «Оноре Шапьон», специализировавшемся на исторической литературе, книга «Татарская крымская легенда» («Légende tartare de Crimée») с четырьмя раскрашенными Мариной Петровной иллюстрациями-эстампами в технике трафаретной печати. Тираж книги составлял всего 126 экземпляров. Великолепное библиофильское издание стало своеобразным воспоминанием о горячо любимом Крыме, его горных пейзажах и древних легендах.
Кроме искусства, Марину Петровну интересовала наука. Она много сил посвятила разработке нового телевизионного экрана.
Скончалась 15 мая 1981 года в Сис-Фур-ле-Плаж, департамент Вар, Франция; похоронена на русском кладбище Кокад в Ницце.